# Robertia (animal)
Robertia es un género de sinápsidos dicinodontos pequeños y primitivos, encontrándose entre los miembros más antiguos de este grupo. Fue encontrado en la zona de Karoo en Sudáfrica, y tenía cerca de 20 cm de longitud. 
Robertia poseía una bóveda craneana moderadamente ancha, dientes postcaninos pequeños y el hueso palatino en el techo de la boca, no estaba tan reducido como en el más exitoso Diictodon . Tenía una hendidura al frente de sus caninos similares a colmillos, en el maxilar, que presumiblemente usaba para sujetar la materia vegetal resistente, como los tallos y ramas, que el animal rompía con su pico córneo.